# Azure Ray
Azure Ray (engl. Azurstrahl, himmelblauer Lichtstrahl) ist ein US-amerikanisches Musikerinnenduo, bestehend aus Maria Taylor und Orenda Fink. Gegenwärtig sind die Künstlerinnen in Omaha (Nebraska) beheimatet. Ihre Musik bewegt sich zwischen Electronica, Indie-Pop und Alternative Country. Ergänzt werden die beiden durch die Keyboarderin Jackie Lyons. Ihre Alben veröffentlichen sie auf dem Independent-Label Saddle Creek.

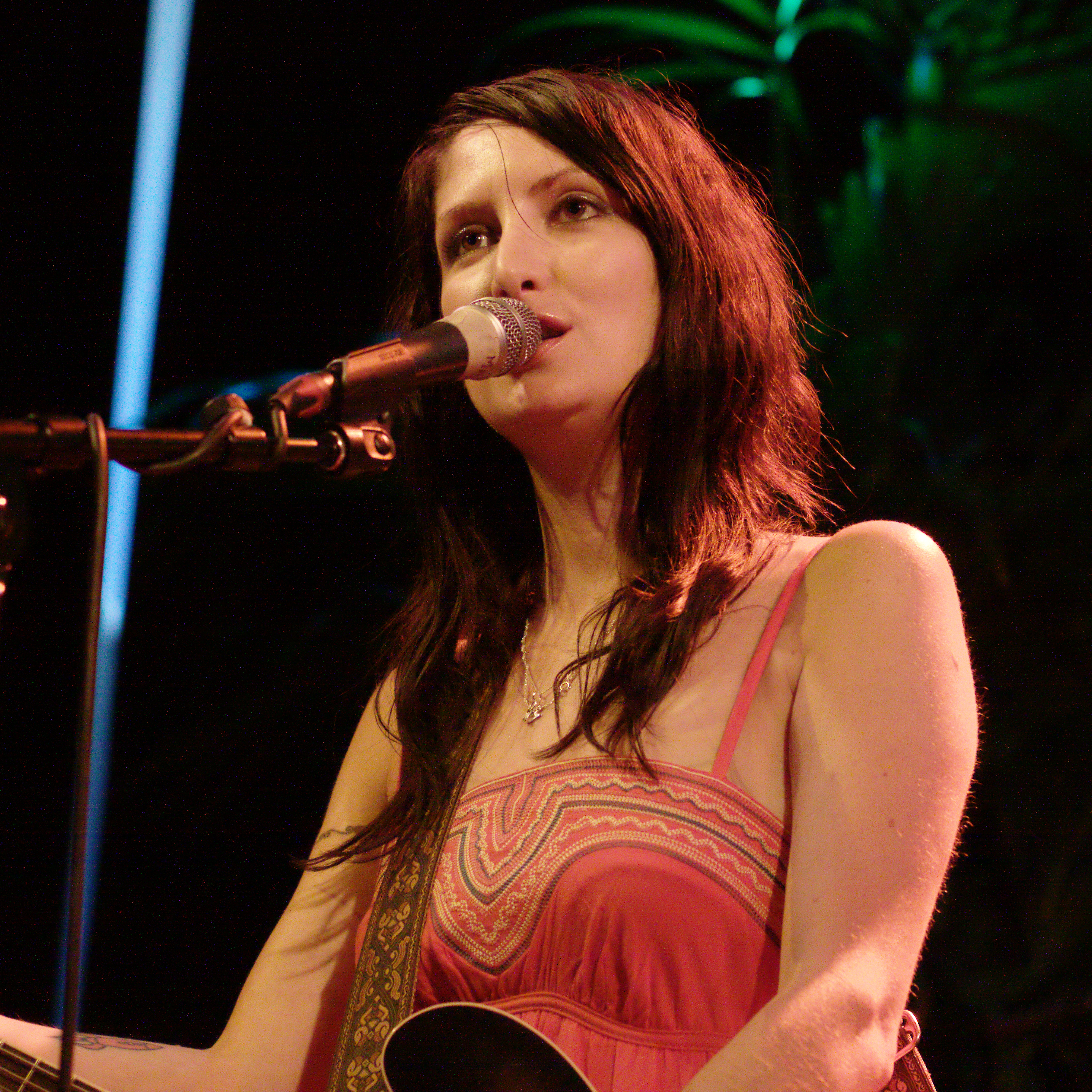
Maria Taylor (2009)

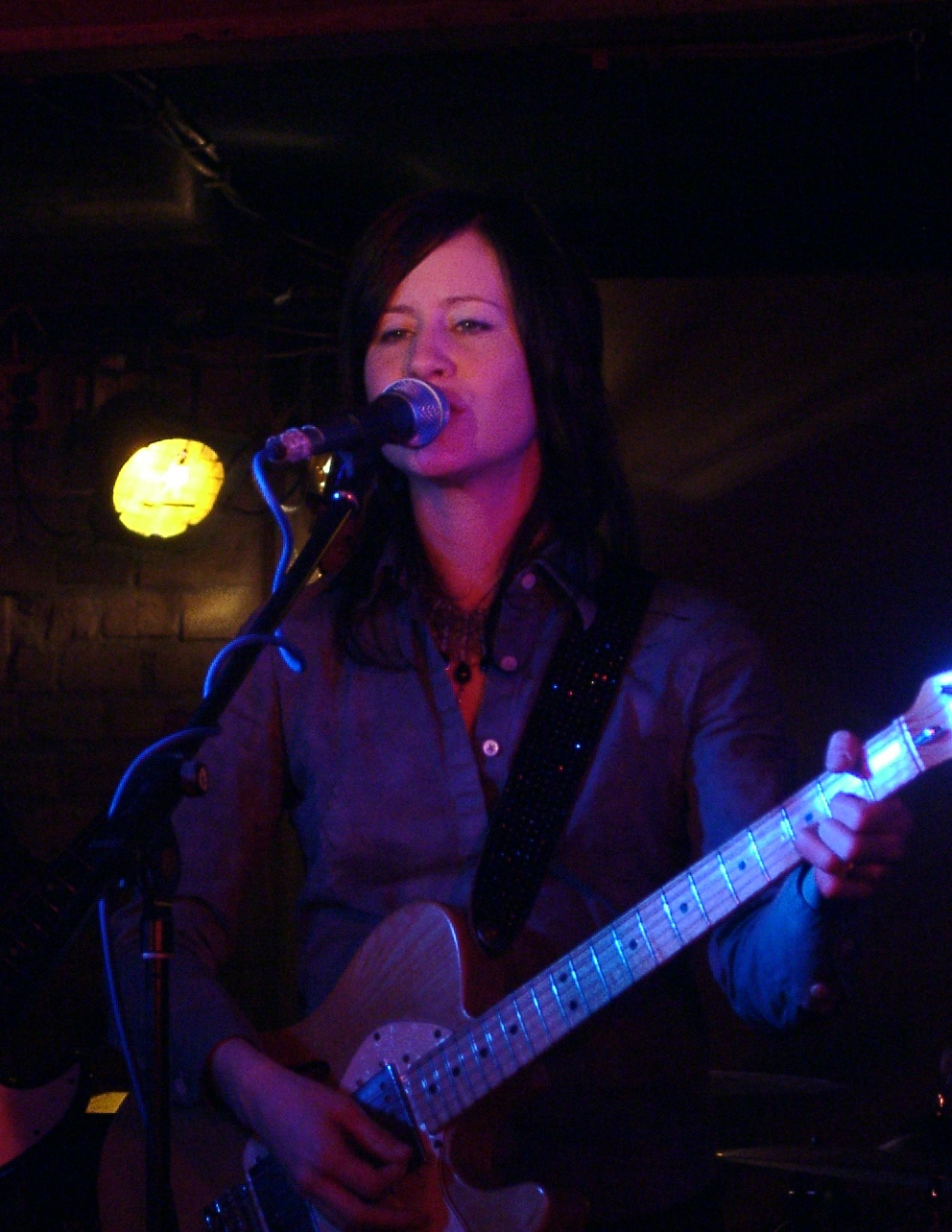
Orenda Fink (2005)

## Geschichte
Beide Multiinstrumentalistinnen stammen ursprünglich aus Birmingham, Alabama. Sie lernten sich auf der Alabama School of Fine Arts in Birmingham (Alabama) kennen, wo Taylor Ballett und Fink Theater studierte. 1997 starteten sie ihre Indie-Pop/Rock-Band Little Red Rocket und erhielten, entdeckt von Remy Zero, einen Plattenvertrag mit Geffen Records, der allerdings nach der Verschmelzung von Geffen mit Universal Music gekündigt wurde. Ihre damalige Band wurde vom Stil her mit Gruppen wie Belly oder den Throwing Muses verglichen.
Taylor und Fink lebten inzwischen in Athens (Georgia), als sie 2001 ihr Debüt als Azure Ray einspielten. Dieses Album stellte eine deutliche Abkehr vom allzu süßlichen Indie-Pop dar, da es sowohl introspektiver als auch und weitgehend akustisch dargeboten wurde. So vernahm die Kritik „bezaubernd sirenenhaften Gesang...tagträumerisch...sanft und düster.“ Einflüsse der Musik des US-amerikanischen Mittleren Westens machen sich im Duett-Gesang und in den Songtexten bemerkbar.
Dies machte u. a. auch Moby auf das Duo aufmerksam. Er verpflichtete Azure Ray für die zwei Songs Great Escape und Landing sowie als Supportband für seine Tour.
2005 gingen Taylor und Fink verstärkt getrennte Wege und veröffentlichten erste Solo-Alben.
Im September 2010 wurde ihr 4. Album, Drawing Down the Moon, veröffentlicht.

## Stil
Die eher dunklen und beunruhigenden Texte des Duos kontrastieren mit den meist zuversichtlich daher kommenden Melodien und dem sehr soften, jedoch transparent wirkenden Gesang.

## Andere Projekte
Taylor und Fink sind neben ihrer Zusammenarbeit bei Azure Ray auch in anderen Bands aktiv, z. B. bei den Bands Bright Eyes und Now It’s Overhead.

## Diskografie

### Alben
- 2001 – Azure Ray (Warm Records)
- 2002 – Burn and Shiver (Warm Records)
- 2003 – Hold on Love (Saddle Creek Records)
- 2008 – Burn & Shiver (WARM Electronic Records)
- 2010 – Drawing Down the Moon (Saddle Creek Records)
- 2021 – Remedy (Flower Moon Records)

### EPs
- 2002 – Sleep (Warm Records)
- 2002 – November (Saddle Creek Records)
- 2012 – As Above So Below (Affairs Of The Heart Records)
- 2018 – Waves (Flower Moon Records)

### Singles
- 2003 – The Drinks We Drank Last Night (Saddle Creek Records)
- 2004 – New Resolution (Saddle Creek Records)
- 2011 – Silverlake (Saddle Creek Records)